# ノース・サマセット
ノース・サマセット（北サマセット、英: North Somerset）は、イングランドの単一自治体である。地区は典礼カウンティであるサマセットに含まれているが、独立した非都市カウンティとしても治められている。庁舎本部はウェストン＝スーパー＝メアのタウン・ホールに置かれている。
ノース・サマセットはブリストル、バース・アンド・ノース・イースト・サマセット、メンディップ、セッジムーアと境界を接する。ノース・サマセットにはウェストン＝スーパー＝メア選挙区 (en) ・ノース・サマセット選挙区 (en) と2つの国政選挙区が設置されている。

## 歴史
1974年4月1日から1996年3月31日まで、この地区はカウンティ・オブ・エイヴォンのウッドスプリング・ディストリクトに含まれていた。「ウッドスプリング」（英: Woodspring）という名前は、ウェストン＝スーパー＝メアのすぐ北東にある海岸近くにあった、中世の孤立した教会・ウッドスプリング小修道院に因むものである。ウッドスプリング・ディストリクトは、ウェストン＝スーパー＝メア、クリーヴドンとポーティスヘッドの両都市ディストリクト (en) 、ロング・アシュトン・ルーラル・ディストリクト、そしてアクスブリッジ・ルーラル・ディストリクトの一部から構成されていた。
政府は1996年4月1日に新しい単一自治体を設置し、「ノース・ウェスト・サマセット」（北西サマセット、英: North West Somerset）との名称にすることを提案したが、議会（カウンシル）での投票の結果現在の「ノース・サマセット」との名称が選ばれ、「ノース・ウェスト・サマセット」の名称は広くは使用されなかった。議会で合法的にこの名称が選ばれたか法的疑義が残るとされていたが、2005年に議会は疑義が晴れたと発表している。

## 政治
地元議会でもあるノース・サマセット・カウンシルの選挙は4年ごとに行われ、現在では選挙1回毎に61人の評議員 (Councillor) が選出される。1995年に単一自治体として初めての選挙が行われてから、選挙結果は保守党が議会統制を担うか、多数派政党がいないかのどちらかである。直近の選挙では、2007年の選挙 (en) ・2011年の選挙 (en) ・2015年の選挙 (en) 全てで保守党が多数派となっている。以下に2011年・2015年の選挙結果を示す。
| 政党名 | 政党名     | 評議員数 | 評議員数 |
| 政党名 | 政党名     | 2011年   | 2015年   |
| ------ | ---------- | -------- | -------- |
|        | 保守党     | 42       | 36       |
|        | 無所属     | 7        | 5        |
|        | 自由民主党 | 6        | 4        |
|        | 労働党     | 5        | 3        |
|        | 緑の党     | 1        | 1        |

## 内包地区
ノース・サマセットの中での主要地区は、海岸沿いのウェストン＝スーパー＝メア、ポーティスヘッド、クリーヴドン、そしてベッドタウンのネイルシーである。以下に地区名をABC順に示す。
| - アボッツ・リー Abbots Leigh - バックウェル Backwell - バンウェル Banwell - バロウ・ガーニー Barrow Gurney - ブラッグドン Blagdon - ブリードン Bleadon - ボートン Bourton（ウィック・セント・ローレンスに含まれる） - ブロックリー Brockley - バーリントン Burrington - バットクーム Butcombe - チェルヴィー Chelvey（ブロックリーに含まれる） - クリストン Christon（ロクストンに含まれる） - チャーチル Churchill - クラプトン・イン・ゴーダーノ Clapton in Gordano - クレイヴァラム Claverham（ヤットンに含まれる） - クリーヴ Cleeve - クリーヴドン Clevedon - コングレスベリー Congresbury - ダウンサイド Downside - ダンドリー Dundry - イースト・エンド East End - イースト・ロルストーン East Rolstone - イーストン・イン・ゴーダーノ Easton in Gordano - フェイランド Failand - ファーリー Farleigh（バックウェルに含まれる） - フェルトン Felton（ウィンフォードに含まれる） - フラックス・ボートン Flax Bourton - ハム・グリーン Ham Green（ピルに含まれる） - ヒューイシュ Hewish（パクストンに含まれる） - ハットン Hutton - アイセルトン Icelton（ウェストン＝スーパー＝メアに含まれる） - ケン Kenn - キューストーク Kewstoke - キングストン・シーモア Kingston Seymour - リー・ウッズ Leigh Woods - ロッキング Locking - ロング・アシュトン Long Ashton | - ロウワー・ラングフォード Lower Langford - ロウワー・フェイランド Lower Failand - ロクストン Loxton - ラルスゲート・ボトム Lulsgate Bottom - メイデン・ヘッド Maiden Head（ダンドリーに含まれる） - ミルトン Milton - ネイルシー Nailsea - ノース・エンド North End - ポーティスヘッド Portishead - ピル Pill - ポートベリー Portbury - パクストン Puxton - レドクリフ・ベイ Redcliff Bay - レッドヒル Redhill - リーギル Regil（ウィンフォードに含まれる） - リックフォード Rickford（バーリントンに含まれる） - サンドフォード Sandford - シープウェイ Sheepway（ポートベリーに含まれる） - シドコット Sidcot（ウィンスクームに含まれる） - セント・ジョージズ St. Georges - セント・メアリーズ・グレイヴ St Mary's Grove - ティッケナム Tickenham - アップヒル Uphill（ウェストン＝スーパー＝メアに含まれる） - アッパー・タウン Upper Town - ウォルトン・イン・ゴーダーノ Walton in Gordano - ウェスト・エンド West End - ウェスト・ヒル West Hill - ウェスト・ウィック West Wick（ウェストン＝スーパー＝メアに含まれる） - ウェスト・タウン West Town（バックウェルに含まれる） - ウェストン・イン・ゴーダーノ Weston in Gordano - ウェストン＝スーパー＝メア Weston-super-Mare - ウィック・セント・ローレンス Wick St. Lawrence - ウィンフォード Winford - ウィンスクーム Winscombe - ワール Worle - ラクソール Wraxall - リントン Wrington - ヤットン Yatton |

## 観光スポット
ノース・サマセットの自然環境や浜辺の町は、近隣の町から来る観光客に人気である。有名な自然スポットには次のようなものがある。
- ゴーダーノ谷（英語版）
- メンディップ・ヒルズ（英語版）：尾根伝いの道は地区境界になっている
- サンド・ベイ（英語版）、サンド・ポイントとミドル・ホープ（英語版）
- ワールベリー・ヒル（英語版）
- バーリントン・クーム（英語版）、ゴブリン・クーム（英語版）、ブロックリー・クーム（英語版）
- ノース・サマセット・レヴェルズ（英語版）

またこの地区で有名な宗教的建築としては、キューストークにある聖ポール教会や、ウッドスプリング小修道院が挙げられる。

## 教区
以下にノース・サマセット地区の行政教区（英: Civil parish）やタウンの一覧を挙げる。
表内で「ロング・アシュトン」はロング・アシュトン・ルーラル・ディストリクト（英: Long Ashton Rural District）、「アクスブリッジ」はアクスブリッジ・ルーラル・ディストリクト（英: Axbridge Rural District）を示す。出典は表の最下部にまとめて示した。
| 写真 | 教区名                                                                   | 分類     | 人口   | 以前の地元自治体                                                                              | 座標                                              | 出典 |
| --- | ------------------------------------------------------------------------ | -------- | ------ | --------------------------------------------------------------------------------------------- | ------------------------------------------------- | ---- |
| 3階建てで四角い石造りの建物の前に草地が広がり、草地と教会とは石壁で仕切られている | アボッツ・リー Abbots Leigh                                              | 行政教区 | 799    | ロング・アシュトン                                                                            | 北緯51度28分 西経2度39分 / 北緯51.46度 西経2.65度 | LA   |
| 白地に黒で「バックウェル」と書かれた英語の道路標識。もう1枚下に加えられた標識には地区が1997年の南西イングランド・ウェールズ地区「ヴィレッジ・オブ・イヤー」を獲得したと書かれている                                                                  | バックウェル Backwell                                                    | 行政教区 | 4,589  | ロング・アシュトン                                                                            | 北緯51度25分 西経2度44分 / 北緯51.41度 西経2.73度 | LA   |
| 石造りのバンウェル状のアーチ門と細長い窓の付いた外観で、手前には草地がある | バンウェル Banwell                                                       | 行政教区 | 2,919  | アクスブリッジ                                                                                | 北緯51度19分 西経2度52分 / 北緯51.32度 西経2.86度 | AB   |
| Water contained within stone walls to the right of road. In the background stone house with red roof. | バロウ・ガーニー Barrow Gurney                                           | 行政教区 | 349    | ロング・アシュトン                                                                            | 北緯51度24分 西経2度40分 / 北緯51.40度 西経2.67度 | LA   |
| 木立に囲まれた教会塔の奥に湖が見える。 | ブラッグドン Blagdon                                                     | 行政教区 | 1,116  | アクスブリッジ                                                                                | 北緯51度20分 西経2度43分 / 北緯51.33度 西経2.72度 | AB   |
| 3階建ての四角い石造りの塔。塔右手には白壁の建物、左手には銀色の駐車車両がある。 | ブリードン Bleadon                                                       | 行政教区 | 1,079  | アクスブリッジ                                                                                | 北緯51度19分 西経2度56分 / 北緯51.31度 西経2.94度 | AB   |
| 茶色い畑を複数台の赤いトラクターが耕作している。畑の奥には森のある丘が広がる | ブロックリー Brockley                                                    | 行政教区 | 277    | ロング・アシュトン                                                                            | 北緯51度23分 西経2度46分 / 北緯51.39度 西経2.76度 | AB   |
| アーチ窓と四角い塔の付いた石造りの建物 | バーリントン Burrington                                                  | 行政教区 | 464    | アクスブリッジ                                                                                | 北緯51度20分 西経2度44分 / 北緯51.33度 西経2.74度 | AB   |
| アーチ窓と四角い塔の付いた石造りの建物 | バットクーム Butcombe                                                    | 行政教区 | 218    | アクスブリッジ                                                                                | 北緯51度21分 西経2度41分 / 北緯51.35度 西経2.69度 | AB   |
| 赤い屋根の家が谷に多数見える田舎町の写真。手前には木立がある | チャーチル Churchill                                                     | 行政教区 | 2,235  | アクスブリッジ                                                                                | 北緯51度20分 西経2度47分 / 北緯51.33度 西経2.79度 | AB   |
| 高い煙突の付いた赤レンガの建物。建物の前にはアーチ門がある | クラプトン・イン・ゴーダーノ Clapton in Gordano                          | 行政教区 | 348    | ロング・アシュトン                                                                            | 北緯51度28分 西経2度45分 / 北緯51.46度 西経2.75度 | LA   |
| アーチ窓と中央に四角い塔の付いた石造りの建物。手前には木と道が見える | クリーヴ Cleeve                                                          | 行政教区 | 902    | ロング・アシュトン                                                                            | 北緯51度23分 西経2度46分 / 北緯51.39度 西経2.77度 | LA   |
| 金属製の細い桟橋が海に向かって建ち、手前にはビーチがある | クリーヴドン Clevedon                                                    | タウン   | 21,281 | クリーヴドン・アーバン・ディストリクト Clevedon Urban District                                | 北緯51度26分 西経2度51分 / 北緯51.43度 西経2.85度 | CL   |
| 木がまばらに生えた草地の中に、家屋と尖塔が見える | コングレスベリー Congresbury                                             | 行政教区 | 3,497  | アクスブリッジ                                                                                | 北緯51度22分 西経2度49分 / 北緯51.37度 西経2.81度 | AB   |
| 黄色い石で出来た教会塔で、頂上には3本小さな塔が付けられている。手前側は草地になっている | ダンドリー Dundry                                                        | 行政教区 | 829    | ロング・アシュトン                                                                            | 北緯51度23分 西経2度38分 / 北緯51.39度 西経2.64度 | LA   |
| 地区へのウェルカム・サインである道路標識 | イーストン・イン・ゴーダーノ Easton in Gordano                           | 行政教区 | 4,828  | ロング・アシュトン                                                                            | 北緯51度29分 西経2度41分 / 北緯51.48度 西経2.69度 | LA   |
| 3階建てでクリーム色をした石造りの塔が左手にあり、右手奥には虹がかかる | フラックス・ボートン Flax Bourton                                        | 行政教区 | 715    | ロング・アシュトン                                                                            | 北緯51度25分 西経2度43分 / 北緯51.42度 西経2.71度 | LA   |
| 石組みの建物の前に柵があり、手前に植え込みと戦争記念碑、赤や青のリースがある | ハットン Hutton                                                          | 行政教区 | 2,582  | アクスブリッジ                                                                                | 北緯51度19分 西経2度56分 / 北緯51.32度 西経2.93度 | AB   |
| 黄土色の石で出来た教会塔。手前には植え込みで出来た柵とピンク壁の建物があり、黒い車が停まっている | ケン Kenn                                                                | 行政教区 | 431    | ロング・アシュトン                                                                            | 北緯51度25分 西経2度50分 / 北緯51.42度 西経2.84度 | LA   |
| 手前から草地、石塀、木立があり、その奥に四角い石造の塔が見える | キューストーク Kewstoke                                                  | 行政教区 | 1,690  | アクスブリッジ                                                                                | 北緯51度22分 西経2度58分 / 北緯51.37度 西経2.96度 | AB   |
| 三叉路の交差点から、向かいの白い柵で囲まれた木立を望む | キングストン・シーモア Kingston Seymour                                  | 行政教区 | 388    | ロング・アシュトン                                                                            | 北緯51度23分 西経2度52分 / 北緯51.39度 西経2.86度 | LA   |
| コンクリート舗装された駐車場の奥に、白い2階建ての建物と赤い駐車車両が見える | ロッキング Locking                                                       | 行政教区 | 2,756  | アクスブリッジ                                                                                | 北緯51度20分 西経2度55分 / 北緯51.33度 西経2.91度 | AB   |
| 黄色い壁の建物2軒の奥に、四角い石造りの教会塔が見える | ロング・アシュトン Long Ashton                                           | 行政教区 | 6,044  | ロング・アシュトン                                                                            | 北緯51度26分 西経2度39分 / 北緯51.43度 西経2.65度 | LA   |
| 緩やかな丘陵地に茶色い屋根の家屋が並ぶ集落と野原が見える | ロクストン Loxton                                                        | 行政教区 | 192    | アクスブリッジ                                                                                | 北緯51度17分 西経2度53分 / 北緯51.29度 西経2.89度 | AB   |
| 丘になった草地の奥に木立があり、その奥に住宅地が広がる | ネイルシー Nailsea                                                       | タウン   | 15,630 | ロング・アシュトン                                                                            | 北緯51度26分 西経2度46分 / 北緯51.43度 西経2.76度 | LA   |
| 墓地の奥に茶色い石組みの教会塔がある | ポートベリー Portbury                                                    | 行政教区 | 827    | ロング・アシュトン                                                                            | 北緯51度28分 西経2度43分 / 北緯51.47度 西経2.72度 | LA   |
| 緑の耕作地の奥に、オレンジや青の屋根の住宅地があり、その奥に海が見える | ポーティスヘッド・アンド・ノース・ウェストン Portishead and North Weston | タウン   | 23,699 | - ロング・アシュトン - ポーティスヘッド・アーバン・ディストリクト (Portishead Urban District) | 北緯51度29分 西経2度46分 / 北緯51.48度 西経2.77度 | LA   |
| 草地の奥の建物は、左手の四角い塔が左に傾き、右側には赤紫や水色のタイルが貼られた屋根の建物がある | パクストン Puxton                                                        | 行政教区 | 359    | アクスブリッジ                                                                                | 北緯51度22分 西経2度51分 / 北緯51.37度 西経2.85度 | AB   |
| 白い塀の付いたピンク壁・赤屋根の店には「セント・ジョージズ・ニュース」との文字が書かれている | セント・ジョージズ St. Georges                                           | 行政教区 | 3,379  | アクスブリッジ                                                                                | 北緯51度22分 西経2度54分 / 北緯51.36度 西経2.90度 | AB   |
| 屋根に小塔がいくつか建ち、赤茶色の石でできた教会塔。手前には墓石や石塀が見える | ティッケナム Tickenham                                                   | 行政教区 | 910    | アクスブリッジ                                                                                | 北緯51度26分 西経2度48分 / 北緯51.44度 西経2.80度 | AB   |
| 交差点の奥に石造りの建物や赤い電話ボックスがあり、左側の店には「メリー・クリスマス」と書かれた看板がある | ウォルトン・イン・ゴーダーノ Walton in Gordano                           | 行政教区 | 273    | アクスブリッジ                                                                                | 北緯51度27分 西経2度50分 / 北緯51.45度 西経2.83度 | AB   |
| 墓地の奥に黄土色の石でできた教会があり、壁には青くて丸い時計が付けられている | ウェストン・イン・ゴーダーノ Weston in Gordano                           | 行政教区 | 301    | アクスブリッジ                                                                                | 北緯51度28分 西経2度47分 / 北緯51.46度 西経2.79度 | AB   |
| 赤茶色や青い屋根の住宅が丘の下に見え、奥には海が広がる | ウェストン＝スーパー＝メア Weston-Super-Mare                             | タウン   | 76,143 | - アクスブリッジ - ウェストン＝スーパー＝メア都市バラ (Weston super Mare Municipal Borough)   | 北緯51度21分 西経2度58分 / 北緯51.35度 西経2.97度 | AB   |
| 円形に積み上げられた石の上に細長い石が建てられている。奥には石塀と黄色い壁の平屋、赤い葉の木、更に石造りの教会塔が見える | ウィック・セント・ローレンス Wick St. Lawrence                           | 行政教区 | 1,331  | アクスブリッジ                                                                                | 北緯51度23分 西経2度55分 / 北緯51.38度 西経2.91度 | AB   |
| 赤茶色の屋根に石積みの壁でできた店の写真。リースが飾られた壁には「プリンス・ウォータールー」との看板が掛かる | ウィンフォード Winford                                                   | 行政教区 | 2,153  | ロング・アシュトン                                                                            | 北緯51度23分 西経2度40分 / 北緯51.38度 西経2.66度 | LA   |
| 茶色い石積みの壁でできた建物がいくつか並ぶ通りを、トラクターなど数台の車が走る | ウィンスクーム・アンド・サンドフォード Winscombe and Sandford            | 行政教区 | 4,546  | アクスブリッジ                                                                                | 北緯51度19分 西経2度50分 / 北緯51.31度 西経2.83度 | AB   |
| 石造りの教会堂の前の草地に墓石がいくつか並ぶ | ラクソール・アンド・フェイランド Wraxall and Failand                     | 行政教区 | 2,302  | ロング・アシュトン                                                                            | 北緯51度26分 西経2度44分 / 北緯51.44度 西経2.73度 | LA   |
| 道の左側には茶色い石積み壁の建物、右側には白い壁の建物が並び、紺色の車が走っている | リントン Wrington                                                        | 行政教区 | 2,633  | アクスブリッジ                                                                                | 北緯51度22分 西経2度46分 / 北緯51.36度 西経2.76度 | AB   |
| 2階建てでL字型になったショッピングモール。手前には茂った木とバス停がある | ヤットン Yatton                                                          | 行政教区 | 7,552  | ロング・アシュトン                                                                            | 北緯51度23分 西経2度50分 / 北緯51.39度 西経2.83度 | LA   |
| 出典一覧 |                                                                          |          |        |                                                                                               |                                                   |      |
| - AB：旧アクスブリッジ・ルーラル・ディストリクト（ウェストン＝スーパー＝メアを含む） - - LA：旧ロング・アシュトン・ルーラル・ディストリクト（ポーティスヘッド・アンド・ノース・ウェストンを含む） - - CL：旧クリーヴドン・アーバン・ディストリクト - |                                                                          |          |        |                                                                                               |                                                   |      |

## 経済
ノース・サマセットの経済は古くから農業に支えられており、メンディップ・ヒルズではウール生産用の羊が育てられたり、谷では酪農が行われたりしていた。これらの収穫は年次のノース・サマセット・ショーで祝われる。ジョージ朝以来、浜辺の町はこの地区の経済的に重要な場所であり、中でもウェストン＝スーパー＝メアは小さな村から巨大なリゾート都市にまで発展した。英国にある他の浜辺のリゾート地同様、20世紀中盤から後半にかけては観光業が衰退したが、この地区の経済は安定している。
19世紀には、近くの主要な港湾都市・ブリストルで、現代の新しい船が細い川の流れに合わない問題が持ち上がり、ブリストル港の管理会社は沿岸に新しいドックを建てる場所を探し始めた。最初に用いられたのは南ウェールズからの石炭輸送に用いられていたポーティスヘッド・ドック（英: Portishead Dock）だったが、設備が貧弱で用が足りなかった。より新しいロイヤル・ポートベリー・ドックは大量の自動車輸入に用いられていることで有名である。
以下に示すのはノース・サマセットと隣接するノース・イースト・サマセット、サウス・グロスタシャーの地域的な粗付加価値の動勢である。国家統計局の資料を基に、100万ポンド単位で示した。
| 年   | 粗付加価値1 | 農業2 | 工業3 | サービス業4 |
| ---- | ----------- | ----- | ----- | ----------- |
| 1995 | 5,916       | 125   | 1,919 | 3,872       |
| 2000 | 8,788       | 86    | 2,373 | 6,330       |
| 2003 | 10,854      | 67    | 2,873 | 7,914       |

^1 数値が丸められており、各分野の数値の合計と合わないこともある。

^2 狩猟や林業を含む（第一次産業）

^3 電力事業や建設業を含む（第二次産業）

^4 金融仲介業が間接的に考慮されている（第三次産業）

## 人口統計
| 全人口     | 188,564 | 4,928,434 | 49,138,831 |
| 外国出身者 | 9.5%    | 9.4%      | 9.2%       |
| 白人       | 97.1%   | 97.7%     | 91%        |
| アジア人   | 1.7%    | 0.7%      | 4.6%       |
| 黒人       | 0.9%    | 0.4%      | 2.3%       |
| キリスト教 | 75.0%   | 74.0%     | 72%        |
| ムスリム   | 0.2%    | 0.5%      | 3.1%       |
| ヒンドゥー | 0.1%    | 0.2%      | 1.1%       |
| 無宗教     | 16.6%   | 16.8%     | 15%        |
| 75歳以上   | 9.9%    | 9.3%      | 7.5%       |
| 失業者     | 2.1%    | 2.6%      | 3.3%       |

ノース・サマセット地区はおよそ145平方マイル (380 km2)の広さがあり、85,000世帯・19万3,000人が居住している（うちBMEは1.4%）。
この地区の人口は1950年代から比較して2倍になっており、2011年までには6,184人・3.0%、2026年までには17%の人口増加が見込まれている。地区の45歳以下の人口が占める割合は全国平均よりも下回っているが、この年代層の人口増加率は2034年には全国で最も高いものになると予想されている。反対に、ノース・サマセットの高齢化率（60歳以上の女性と65歳以上の男性の比率）は他のイングランド・ウェールズの高齢化率より4.2%高い。この年代的不均衡は、過去75年間進行し続けて全国平均より30%近く高い値となり、結果としてこの地区は比較的高齢化が進んでいる。
2001年の国政調査では、労働者年代の人口が134,132人、就労者は91,767人で、就労率は68.4%だった。この値は同じ調査でのイングランド西部の就労率（68.8%）と概ね同じ値である。
2001年の国政調査では、地区住民の1.38%が「見た目で明らかな人種グループ」（英: a visible ethnic group、つまり黒人やアジア人など）に属しており、この数字に加えてさらに1.27%が自身を「白人でない」と回答した。
| 年         | 1801    | 1851    | 1901    | 1911    | 1921    | 1931    | 1941   |
| ---------- | ------- | ------- | ------- | ------- | ------- | ------- | ------ |
| 地区の人口 | 16,670  | 33,774  | 60,066  | 68,410  | 75,276  | 82,833  | 91,967 |
| 年         | 1951    | 1961    | 1971    | 1981    | 1991    | 2001    | 出典   |
| 地区の人口 | 102,119 | 119,509 | 139,924 | 160,353 | 179,865 | 188,556 | [ 17 ] |

## 教育
地区には81の学校があり、およそ28,000人の学生に教育を提供している。
ウェストン・カレッジは地区の継続教育の主な担い手となっている。この学校では高等教育にも進学できるコースがあり、バース・スパ大学や西イングランド大学とも連携している。